# Belleville (Seine)
Pour les articles homonymes, voir Belleville.
Belleville est une ancienne commune française du département de la Seine faisant partie des quatre communes dont le territoire a été entièrement annexé à Paris par la loi du 16 juin 1859 (avec Grenelle,  Vaugirard et La Villette) lors de l'extension des limites communales de Paris à l'enceinte de Thiers.

## Géographie
Belleville s'étend, de son point le plus bas, à l'ancienne barrière de Ménilmontant, rencontre de la rue Oberkampf avec la rue de Ménilmontant à 34 mètres d'altitude, sur le versant ouest du plateau de Romainville jusqu'au deuxième point le plus haut de la capitale, à une altitude de 128 mètres, rue du Télégraphe, près de l'entrée du cimetière de Belleville, juste après Montmartre.

### Limites de la commune
| La Villette | La Villette | Le Pré-Saint-Gervais |
| Paris       | Belleville  | Bagnolet             |
| Paris       | Charonne    | Charonne             |

Le mur des Fermiers généraux construit en 1788 forme la limite de la Ville de Paris avec la commune de Belleville constituée en 1790. Les entrées à Paris étaient, du nord au sud, les barrières du Combat, de la Chopinette, de Belleville, de Riom, des Trois-Couronnes, de Ménilmontant et des Amandiers.
Ce mur divise la Courtille en Basse Courtille soumise aux droits sur le vin à l'intérieur de la Ville de Paris et Haute Courtille exonérés de ces taxes perçues à la barrière de la Courtille ou de Belleville (à l'emplacement du croisement des rues de Belleville et du Faubourg-du-Temple, des boulevards de Belleville et de la Villette).
Au sud, la limite avec la commune de Charonne comprenait l'ancien mur d'enceinte du parc de Saint-Fargeau (rattaché avec le hameau de Ménilmontant à Belleville en 1792), l'actuelle rue du Surmelin, la rue des Partants, la rue Villiers-de-l'Isle-Adam et la rue des Amandiers, aboutissant à la barrière des Amandiers (emplacement de l'actuelle station du Père-Lachaise). 
Au nord, la rue de Meaux, les carrières des Buttes-Chaumont et d'Amérique incluses dans la commune de Belleville formaient la limite avec la commune de la Villette soit l'emplacement des actuelles rues Cavendish, Manin et des carrières d'Amérique.
À l'est, Belleville est limitrophe de la commune du Pré-Saint-Gervais et le mur d'enceinte du parc de Saint-Fargeau (actuellement la bordure ouest du boulevard périphérique entre la porte des Lilas et la porte de Ménilmontant) constituait la limite avec la commune de Bagnolet.

### Noyaux historiques
La commune s'est développé à partir de deux pôles principaux :
- le village de Belleville, le long de l'actuelle rue de Belleville (ancienne route de Noisy-le-Sec via Romainville) ;
- le village de Ménilmontant, le long de l'actuelle rue de Ménilmontant qui menait au château de Ménilmontant.

### Disparition de la commune
En 1860, son territoire annexé par la Ville de Paris est scindé en deux pour former, avec La Villette, le 19e arrondissement actuel, et, avec Charonne, le 20e arrondissement.

## Historique

### Avant 1860

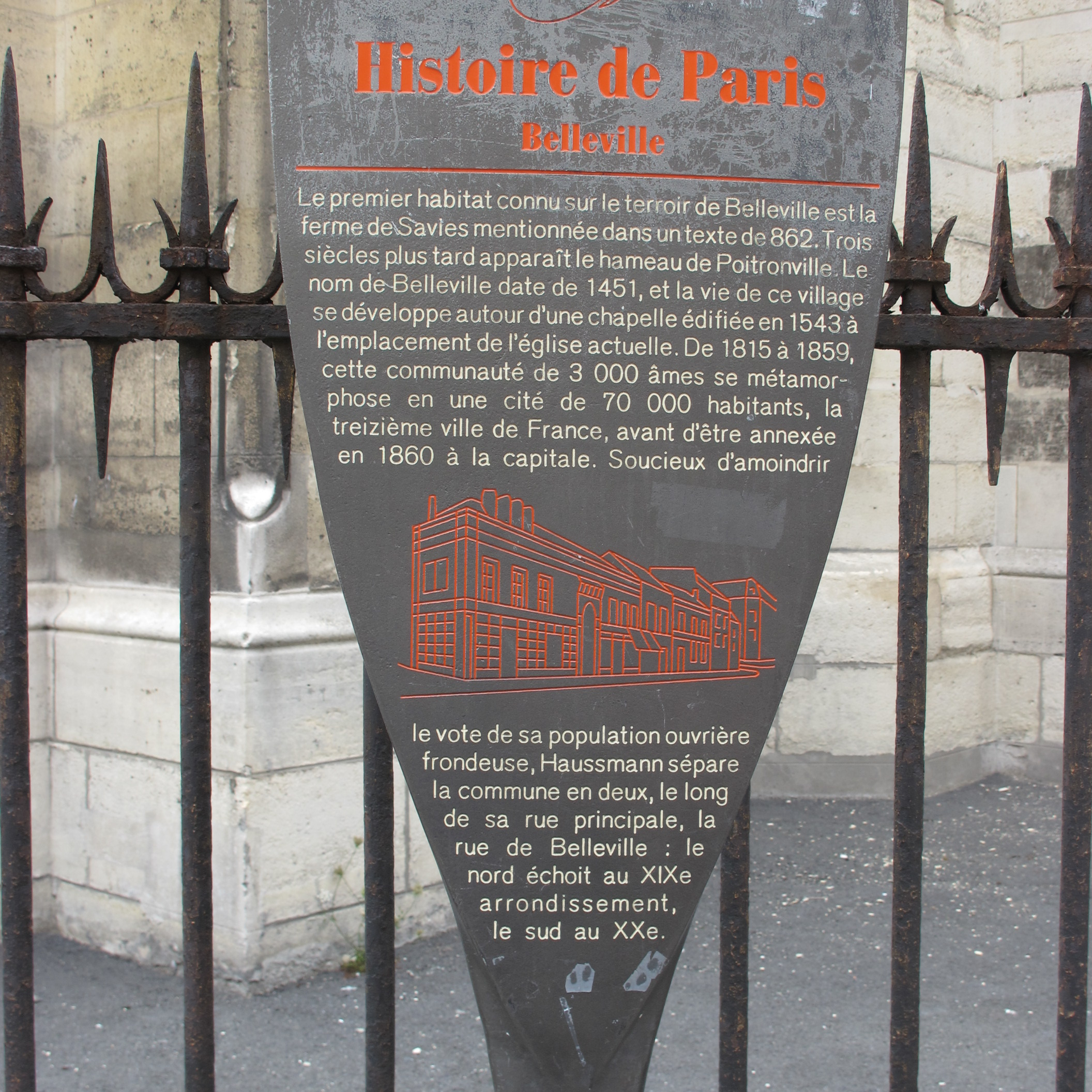
Panneau Histoire de Paris
« Belleville ».

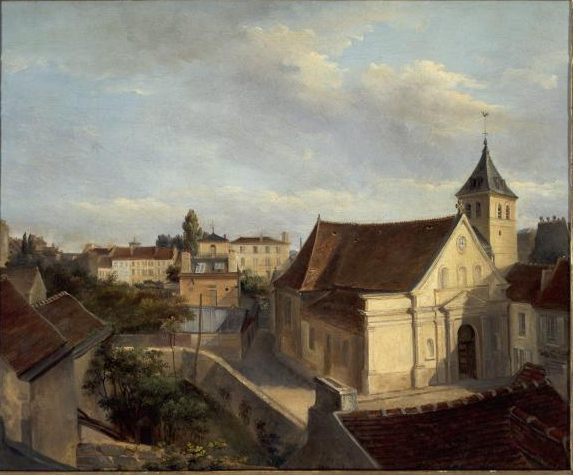
L'ancienne église de Belleville en 1852.

Belleville s’appelait au VIIe siècle « Savies », ce nom en langue franque signifiant « montagne sauvage » est un hydronyme signifiant « écoulement ». Les rois mérovingiens y avaient une villa. Les premiers Capétiens, notamment Henri Ier, y donnèrent des terres aux monastères parisiens ; le prieuré Saint-Martin-des-Champs notamment y possédait un territoire assez étendu. La montagne de Savies est appelée « Portronville » pendant le Moyen Âge, puis « Belleville-sur-Sablon ». Une chapelle est créée en 1543 à l'emplacement de l'actuelle église Saint-Jean-Baptiste. 
Des moulins à vent sont construits sur les hauteurs (butte Chaumont et butte de Beauregard).

### De 1790 aux années 1830
Le mur des Fermiers généraux construit en 1788 forme la limite de la Ville de Paris avec la commune de Belleville constituée en 1790.
| Image externe |                                                 |
|               | Détail d'un plan de Belleville au XVIIIe siècle |

Les entrées à Paris sont, du nord au sud, les barrières du Combat, de la Chopinette, de Belleville, de Riom, des Trois-Couronnes, de Ménilmontant et des Amandiers.
Ce mur divise la Courtille en Basse Courtille soumise aux droits sur le vin à l'intérieur de la Ville de Paris et Haute Courtille exonérés de ces taxes perçues à la « barrière de la Courtille » ou « barrière de Belleville » (à l'emplacement du croisement des rues de Belleville et du Faubourg-du-Temple, des boulevards de Belleville et de La Villette.
Chef-lieu du canton du district de Franciade de 1790 à 1795, la commune est ensuite rattachée au canton de Pantin.
En 1792, le hameau de Ménilmontant comprenant le parc Saint-Fargeau qui dépendait de la commune de Bagnolet, est rattaché à Belleville.
Au cours de la Révolution française, la commune porte provisoirement le nom de « Mont-Chalier ».
Le cimetière de la commune, qui était situé à proximité de l'église, est transféré en 1808 au nord de l'ancien parc de Saint-Fargeau.
Au début du siècle, la population de Belleville comprenait principalement des agriculteurs, des vignerons, des ouvriers des carrières et quelques bourgeois résidant dans des maisons de campagne, le site sur les hauteurs étant apprécié. 
L'habitat était concentré dans trois pôles :
- le village autour de l'église et de la mairie, située de 1790 à 1846 à l'emplacement de l'actuel du 141, rue de Belleville (ancienne « rue de Paris »), puis dans l'ancienne guinguette de L'Île d'amour, à l'emplacement du 138, rue de Belleville, en face de l'ancienne église Saint-Jean-Baptiste de Belleville (métro Jourdain) ;
- le vieux hameau de Ménilmontant, le long de la rue de Ménilmontant entre la rue de Charonne (actuelle de Pelleport) et la rue du Retrait ;
- la haute Courtille ou Bas Belleville où les bals, guinguettes et autres débits de boisson situés au pied de la colline, près des barrières de Paris, étaient très prisés des Parisiens. En effet, située en dehors des limites fiscales de Paris, Belleville pouvait proposer des vins moins chers puisqu'ils n'avaient pas à supporter l'octroi pesant sur les denrées entrant dans la capitale. En 1817, un parc d'attractions éphémère, « les montagnes russes de Belleville », y est créé sur une ancienne carrière, à l'emplacement de l'actuelle rue Bisson (ancienne rue des Montagnes).

Les vignes et des carrières, les plus vastes étant celles des buttes Chaumont à emplacement de l'actuel parc des Buttes-Chaumont et de la butte de Beauregard (carrières d'Amérique à l'emplacement de l'actuel quartier de la Mouzaïa), s'étendaient sur le reste du territoire, quasiment vide de constructions. Au nord-ouest, entre la rue de Meaux et les carrières des Buttes-Chaumont, l'emplacement de l'ancien gibet de Montfaucon, était un dépotoir et un lieu d'équarrissage. À l'est de la commune, l'ancien parc de Saint-Fargeau loti en 1802 comprenait essentiellement des terres agricoles et des carrières de sable.

### Développement de la commune à partir des années 1830
Après la construction de l'enceinte de Thiers au début des années 1840, la commune se retrouve intégralement comprise dans l'espace intra-muros.
De commune rurale sous la Restauration, Belleville, devient au milieu du siècle, une ville champignon dont la population s'élève à 65 000 habitants en 1857, ce qui en fait la 13e ville de France et la deuxième du département de la Seine après Paris. 

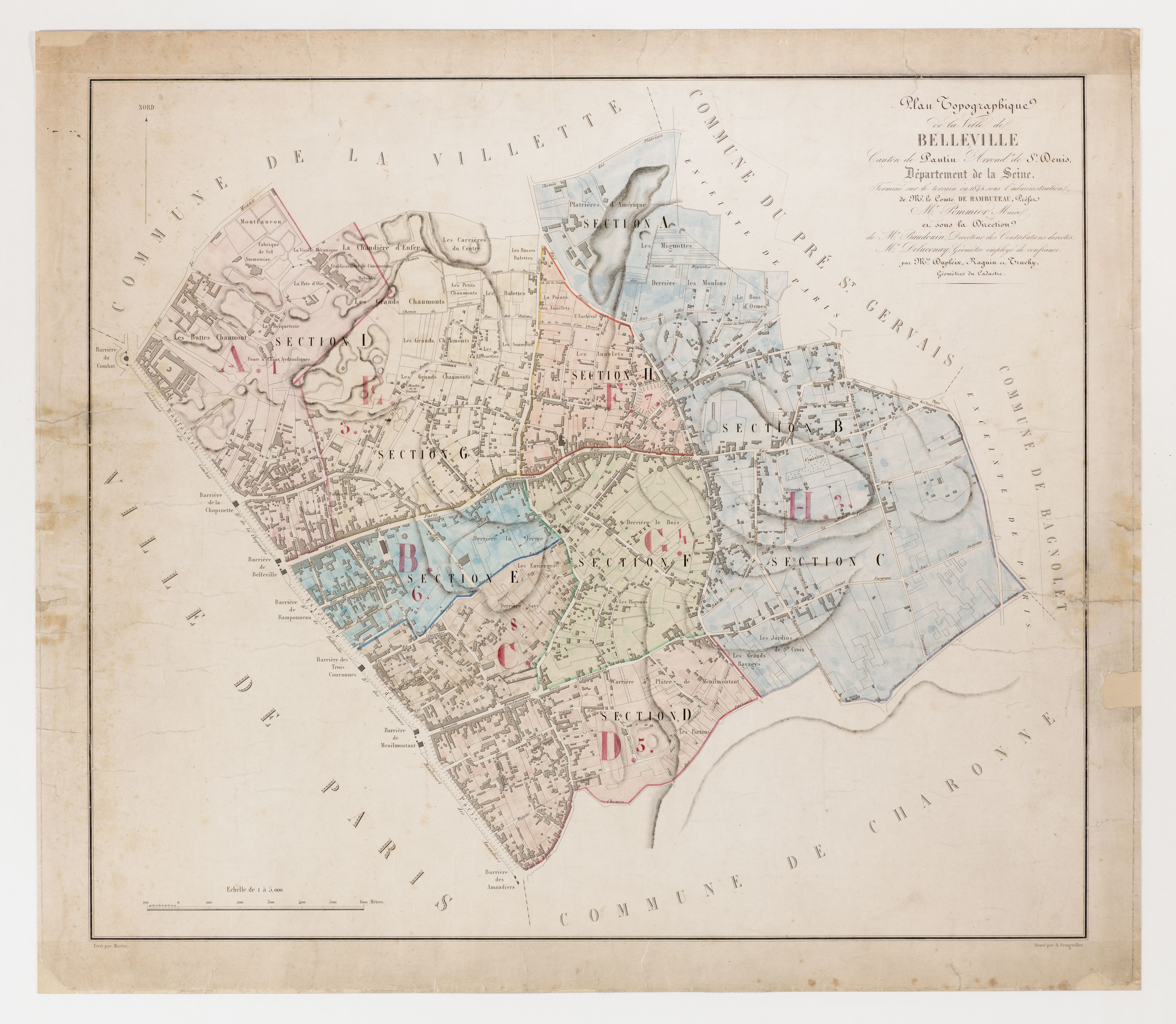
Plan de Belleville en 1845 - Archives nationales.

De nouvelles rues sont ouvertes notamment à l'intérieur de l'ancien parc de Saint-Fargeau et au centre de la commune (rue de Crimée, place des F̩êtes, rue Levert, rue Olivier Métra etc.).  
Cependant, l'ouest de la commune reste encore peu construit et au nord, les carrières des Buttes Chaumont et d'Amérique restent en exploitation jusque vers 1850. 
Les constructions se répandent principalement à l'ouest sur le versant du coteau entre le mur des Fermiers généraux et les anciens noyaux villageois de Belleville et de Ménilmontant, dans un lacis d'étroites ruelles et d'impasses ouvertes par les propriétaires de parcelles d'anciens vignobles. Ces voies, la plupart non viabilisées, sont bordées de maisons basses hâtivement bâties habitées en majorité par des ouvriers, immigrants venant d'autres régions de France et habitants pauvres chassés des quartiers centraux de Paris par les travaux d'urbanisme.
L'ancienne mairie est démolie en 1846, ce qui permet d'ouvrir la rue du Jourdain, qui dégage la perspective devant la nouvelle église construite de 1854 à 1859 .
Après l'annexion en 1860, elle abrite la mairie du nouveau 20e arrondissement de Paris jusqu'en 1874 et la construction de la nouvelle mairie d'arrondissement sur l'actuelle place Gambetta.
La loi du 16 juin 1859 étend les limites de Paris jusqu'à l'enceinte, annexant la commune de Belleville à la capitale et la partageant entre les 19e et 20e arrondissements, de part et d'autre de la rue principale de l'ancien village.

## Démographie
| 1793  | 1806  | 1836   | 1846   | 1856   |
| ----- | ----- | ------ | ------ | ------ |
| 2 864 | 1 724 | 10 705 | 27 556 | 57 699 |

## Personnalités liées à la commune
- Claude Prost (1764-1834), général des armées de la République et de l'Empire, y est mort.
- Charles Fechter (1824-1879), acteur, y est né.
- Émile Lavezzari (1832-1887), ingénieur et architecte, y est né le 10 octobre 1832[6].
- Emma Chenu (1835-1912), première Française à être diplômée d'une licence universitaire en 1868, y est née (rue de Tourtille).
- Pierre Sanfourche-Laporte (1774-1856), avocat et écrivain.
- Édouard Dammouse (1850-1903), peintre, céramiste, y est né.